# چارلز دبلیو. بروکس

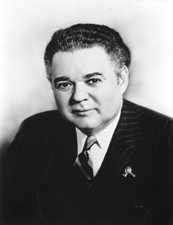
نگاره‌ای از سناتور چارلز دبلیو. بروکس

چارلز دبلیو. بروکس (به انگلیسی: Charles W. Brooks) سناتور سابق عضو حزب جمهوری‌خواه ایالات متحده آمریکا بود. وی در سال ۱۹۴۰ تا ۱۹۴۹ میلادی سناتور ایالت ایلی‌نوی در سنای ایالات متحده آمریکا بود.